# The Four Freshmen

## Storia del gruppo
The Four Freshmen sono un gruppo vocale maschile statunitense. Si tratta di un quartetto che unisce arrangiamenti tipici del jazz con le sonorità di grandi formazioni di simile composizione come The Modernaires, The Pied Pipers e The Mel-Tones, formatisi nella tradizione dell'esecuzione polifonica A cappella.
The Four Freshmen sono considerati una vocal band, perché i componenti, oltre alle interpretazioni vocali, si accompagnano con chitarra, fiati, basso e batteria, tra le altre configurazioni strumentali. Da ricordare a questo proposito l'album del 1955 Four Freshmen and 5 Trombones, con 5 trombonisti dell'orchestra di Stan Kenton e gli arrangiamenti di Pete Rugolo.
Il gruppo nacque nel 1948 ad Indianapolis su iniziativa dei fratelli Ross e Don Barbour, studenti dell'Arthur Jordan Conservatory alla Butler University. Dopo un iniziale successo, la sua popolarità tramontò progressivamente a partire dai primi anni sessanta, in seguito alla nascita di nuovi complessi come The Beach Boys.
L'ultimo membro originale si è ritirato nel 1993, ma il gruppo continua ancora ad esibirsi in tournée anche a livello internazionale. Diverse formazioni vocali vennero influenzate nel corso degli anni dai Four Freshmen, quali the Beach Boys, i Take 6 e The Manhattan Transfer.

### Onorificenze
I Four Freshmen hanno ricevuto varie onorificenze, tra le quali spiccano sei Nomination ai Grammy Awards negli anni 1958/1961/1962/1964/1985/1986.

## Discografia

### Album
- 1955 – Voices in Modern
- 1955 – 5 Trombones
- 1956 – Freshmen Favorites
- 1957 – 5 Trumpets
- 1957 – Four Freshmen and Five Saxes
- 1958 – Voices In Latin
- 1958 – The Freshman Year
- 1958 – Voices In Love
- 1958 – In Person
- 1959 – Four Freshmen and Five Guitars
- 1959 – Love Lost
- 1960 – Voices And Brass
- 1960 – Road Show
- 1961 – Voices in Fun
- 1961 – The Freshman Year
- 1962 – Stars in Our Eyes
- 1962 – Day By Day
- 1963 – Got That Feelin'
- 1964 – Funny how Time Slips Away
- 1967 – That's My Desire
- 1969 – Four Freshmen in Tokyo '68
- 1971 – Return to Romance
- 1982 – Alive & Well in Nashville
- 1986 – Live At Butler University With Stan Kenton And His Orchestra
- 1986 – Fresh!
- 1992 – Freshmas!
- 1995 – Angel Eyes
- 1997 – Easy Street
- 1998 – Golden Anniversary Celebration
- 1999 – Still Fresh
- 2000 – Four Freshmen Live CD
- 2002 – Live in the New Millennium
- 2004 – Live In Holland

### Singoli
- 1954 – Mood Indigo
- 1955 – Day by Day
- 1956 – Graduation Day

## Formazione

### Formazione attuale
- Tommy Boynton
- Chris Peters
- Jake Baldwin
- Bob Ferreira

### Ex componenti
- Ross Barbour (fondatore)
- Don Barbour (fondatore)
- Hal Kratzsch (fondatore)
- Bob Flanigan (fondatore)
- Ken Errair
- Bill Comstock
- Ken Albers
- Ray Brown
- Autie Goodman
- Dennis Grillo
- Mike Beisner

- Rod Henley
- Dave Jennings
- Newton Graber
- Kirk Marcy
- Gary Lee Rosenberg
- Greg Stegeman
- Kevin Stout
- Alan MacIntosh
- Vince Johnson
- Brian Eichenberger
- Stein Malvey
- Curtis Calderon
- Ryan Howe